# Ridderorden in Guatemala
Sinds de onafhankelijkheid van Spanje heeft Guatemala tot in het midden van de 20e eeuw gewacht met het instellen van ridderorden. In de 19e eeuw was tijdens de talloze oorlogen en burgeroorlogen wel een groot aantal kruizen en medailles ingesteld.
- De Orde van de Quetzal (Orden de Quetzal) 1936
- De Orde van Rodolfo Robles (Orden de Rodolfo Robles) 1955
- De Orde van de Bevrijding (Orden del Liberatión) 1956
- De Orde van Hermando Pedro de San Jose Betancourt (Orden de Hermando Pedro de San Jose Betancourt) 1958
- De Orde van de Vijf Vulkanen (Orden de los Cinco Volcanes) 1961
- De Nationale Orde van Francisco Marroquin (Orden National de Francisco Marroquin) 1963
- De Orde van Antonio José de Irisarri 1973